# Steinbachtalsperre (Nordrhein-Westfalen)
Die Steinbachtalsperre ist eine Talsperre in Nordrhein-Westfalen auf dem Gebiet der Stadt Euskirchen südlich von Kirchheim in der Eifel und ein Naherholungsgebiet. Gestaut wird das Wasser des Steinbach und des Treuenbach. Während des Starkregens in der Eifel im Juli 2021 drohte die Sperre zu brechen, daraufhin wurde das Wasser des Stausees abgelassen und ein erneuter Anstau durch die Bezirksregierung Köln vorerst untersagt.

## Geschichte

### Bau 1934
Die Talsperre wurde zur Förderung der Tuchindustrie errichtet, die gegen Ende der 1920er Jahre ihren Wasserbedarf aus den natürlichen Bachläufen nicht mehr decken konnte. Zum einen war die Nutzung als Prozesswasser durch Abwässer aus dem Mechernicher Bleibergbau beeinträchtigt. Zum anderen reichte das Wasserdargebot für Antriebszwecke nicht mehr aus. Für den Bau und den laufenden Betrieb wurde 1933 der Zweckverband Steinbachtalsperre gegründet. Im Februar 1934 begannen die Bauarbeiten und dauerten bis 1936.
Der Bau des Staudamms erfolgte auch als Arbeitsbeschaffungsmaßnahme in der Zeit der Weltwirtschaftskrise, wodurch sich die Planungen mehrfach änderten. Gebaut wurde ein „Spardamm“ mit einem Lehmkern und schräger Lehmdichtung, deren Sporn bis zum Felsgrund reichte. Die Lehmdichtung wurde wasserseitig mit steinigem Lehm und einer Bruchsteinschicht stabilisiert. Im Inneren des Dammes verlief ein Stollen vom Überlaufturm und vom Grundablassventil zum Tosbecken. Einbezogen waren Rohrleitungen von den Wasserentnahmestellen im See. Gegenüber den ersten Entwürfen entfielen die Herdmauer, ein Kontrollgang, eine innere Stahldichtung wie auch der innenliegende Filter. Auf der Luftseite blieb die Oberfläche unbefestigt, so dass bei Überströmungen die Standfestigkeit gefährdet ist.
Bereits während des Baues wurde 1935 das erste Wasser entnommen. Der Transport erfolgte in einem gusseisernen Rohrleitungsnetz von 16 km Länge nach Euskirchen und Kuchenheim.
In den Wintern 1941/42 und 1943/44 traten Schäden am Damm links vom Überlaufturm auf, die mit großem Aufwand beseitigt wurden.

### Sanierung 1988
Durch die einfache Bauweise des Dammes konnte seine Erosionsstabilität nie richtig nachgewiesen werden. Bis zu 4 Meter tiefe Einbrüche auf der Dammkrone in den Jahren 1981 und 1982 ließen auf innere Erosion schließen. Dadurch musste das Betriebsstauziel um 4 Meter reduziert und der Überlaufturm angepasst werden. Auch wurde die Entlastung für Hochwasser von nur 14,3 m³/s als unzureichend angesehen. Schließlich verfügte die Bezirksregierung Köln als Talsperrenaufsicht die Entleerung.

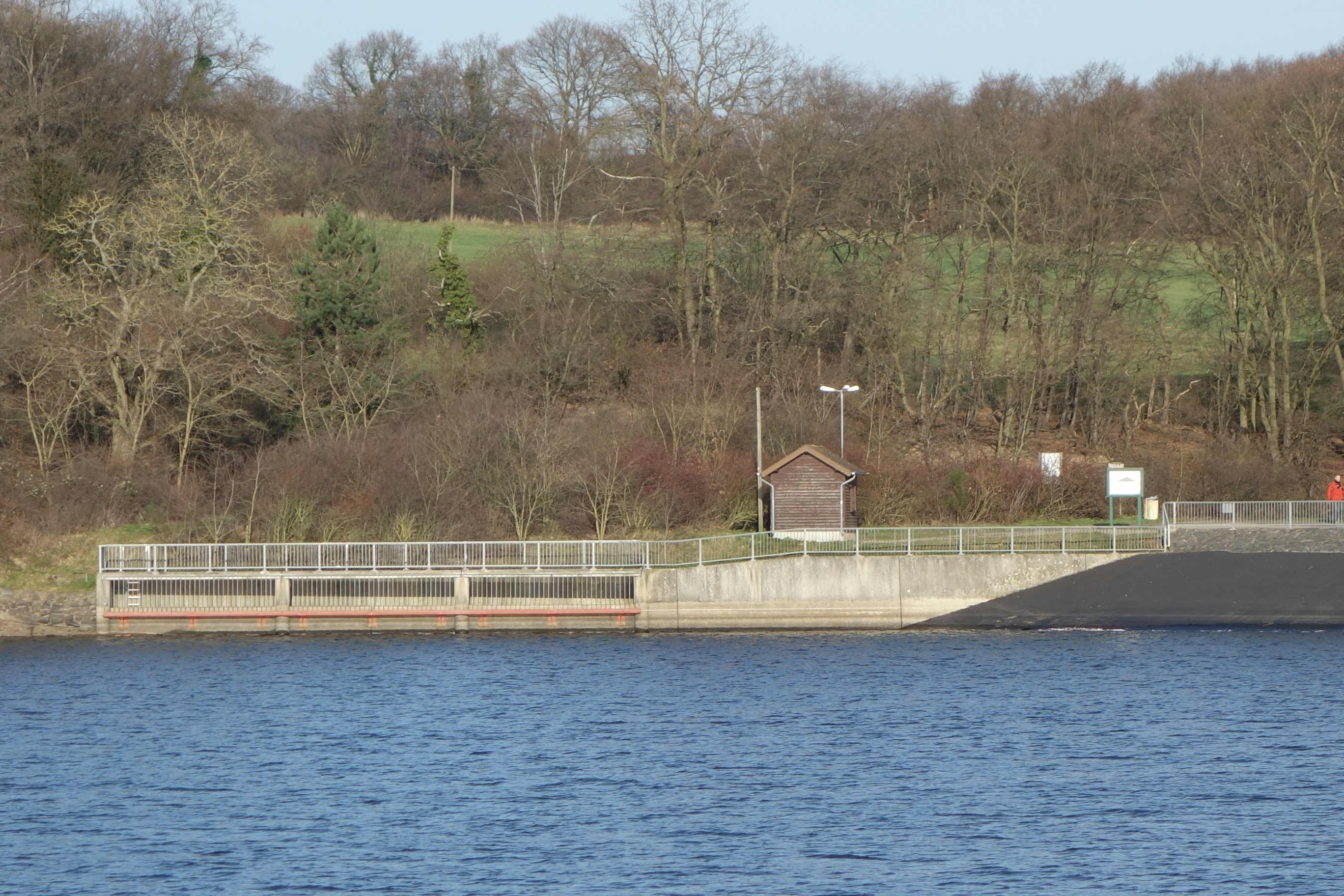
Einlauf Hochwasserentlastung und Einstiegshütte zum Kontrollgang, Stand: 2015

Nach zähen Kostenverhandlungen wurde die Talsperre von September 1988 bis April 1990 vom neuen Träger Wasserversorgungsverband Euskirchen-Swisttal (WES) saniert. Der Überlaufturm wurde durch einen Hangüberfall links mit geschlossenem Ablaufkanal und neuem Tosbecken ersetzt, der für einen tausendjährigen Abfluss von 20,3 m³/s bemessen war. An den Grundablassstollen wurden ein neues Einlaufbauwerk und ein neues Entnahmegerüst angeschlossen. Zum Einlaufbauwerk gehört ein Ringkolbenschieber für den Grundablass und für den Ablass der Mindestabflussmenge in den unteren Steinbach. Die wasserseitige Böschung wurde mit einer ca. 80 cm dicken Mineralbetonschicht verstärkt und mit einer doppelten Asphaltbetondichtung bis zum Höchsten Stauziel überzogen. Abgefangen wird das Gewicht durch eine eingelassene Herdmauer mit Kontrollgang, unter der ein Dichtungsschleier injiziert wurde.
Das Dauerstauziel war in Höhe des Vollstaus (278,7 m ü. NN) und das höchste Stauziel bei 279,4 m ü. NN genehmigt. Die Dammkrone liegt bei 281 m ü. NN.
Der operative Betrieb wird seit 2014 von dem regionalen Versorgungsunternehmen e-regio vorgenommen.
Der Betriebsplan sah einen Abfluss von höchstens 0,5 m³/s und mindestens 0,003 m³/s zur Regulierung des Steinbachs vor. Darüber hinaus liegt eine unbegrenzte und unbefristete Entnahmeerlaubnis vor. Im Normalbetrieb wird mehr als 0,01 m³/s abgelassen. Aus dem Zufluss von 2.650.000 m³ jährlich wurden in Spitzenzeiten 1.300.000 m³ und seit den 1980er Jahren rund 250.000 m³ Brauchwasser an regionale Industriekunden und Landwirte abgegeben.
Ein Außergewöhnlicher Hochwasserrückhalteraum von ca. 102.000 m³ war genehmigt zur ungeregelten Retention.
Weitere Auflagen gab es trotz politischer Ansätze nicht. Seit Mitte der 2010er Jahre strebt die Betreiberin ein 70 cm niedrigeres Stauziel an, um zusätzlich einen Gewöhnlichen Hochwasserrückhalteraum in gleicher Größe zu schaffen.
Der Pegel Kirchheim des Steinbachs befindet sich rund 300 Meter unterhalb des Staudammes. Der Abfluss beträgt im Mittel (MQ) 0,06 m³/s und bei einem Extremhochwasser (HQExtrem) 12 m³/s. Bis zum August 2019 war das Extremhochwasser noch mit einem Abfluss von 10,4 m³/s angesetzt.

### Hochwasser 2021
Nach einer massiven Überflutung der Dammkrone aufgrund eines Starkregens in der Eifel drohte die Steinbachtalsperre zu brechen und gefährdete 15.000 Menschen.

#### 14. Juli, Mittwoch

Niederschlagsrate und -menge im benachbarten Flamersheim

Der Wetterbericht sagt 80 bis 180 mm Regen voraus. Ab 7 Uhr fielen im Einzugsgebiet 178 mm Regen. Am Pegel Kirchheim, wenige hundert Meter flussabwärts vom Staudamm, ergaben sich folgende Wasserstände und Abflüsse:
- Um 13:03 Uhr 13 cm mit 0,23 m³/s,[17]
- ca. 18:15 Uhr 157 cm bei fehlendem Abflusswert und
- um 19:15 Uhr 106 cm mit 5,6 m³/s;[18]

danach wurde bis zum August nur noch dieser Wert in der online Pegelanzeige HOWIS Erft angegeben.
Um 16:35 Uhr war der Vollstau erreicht. Nach 25 Minuten war er um 18 cm überschritten. Per 17 Uhr wurde an die Bezirksregierung gemeldet, dass der Stauspiegel 278,88 m ü. NN betrage und 0,3 m³/s über die Hochwasserentlastung abflösse.
Ab 18:10 Uhr informierte die Betreiberin die Einsatzleitstelle der Katastrophenschutzbehörde Landkreis Euskirchen und die Bezirksregierung über die drohende Überströmung. Eine Stunde später stand die Überflutung unabwendbar fest. Unterrichtet wurden auch die Gemeinden Euskirchen und Swisttal. Noch geschützt durch den intakten Damm kam es dort gegen 18:30 zu ersten Todesfällen.
Um 18:42 Uhr wurde Sirenenalarm im 2,5 km abwärts liegenden Swisttal von der Bürgermeisterin über die Kreisleitstelle Siegburg ausgelöst. Sie sitzt auch der WES-Verbandsversammlung vor.
Gegen 20 Uhr war der Kronenstau erreicht und der Damm wurde überspült. In der Spitze flossen ca. 69 m³/s ab und der Wasserspiegel lag ca. 0,40 m  über der Dammkrone.
Durch das überströmende Wasser erodierten auf 134 Metern Breite ein Dutzend übermannshohe Flutrinnen in die Luftseite. Wegen dieses Materialabtrages war der Erdschüttdamm einsturzgefährdet und es bestand akute Lebensgefahr.
Ab 21 Uhr begann die Evakuierung der unterliegenden Orte, in denen die Telekommunikations- und Stromversorgung weitgehend ausgefallen war. Für die Räumungsaufforderungen und zum Transport wurden auch Hubschrauber und Boote eingesetzt. Im Kreis Euskirchen waren 4.500 Menschen zunächst in Schweinheim und teilweise Flamersheim betroffen; Palmersheim folgte. Zwei Stunden später forderte der Rhein-Sieg-Kreis ca. 7.700 Menschen in Odendorf, Ludendorf, Essig, teilweise Heimerzheim und Miel zum Verlassen ihrer Wohnungen auf. Am übernächsten Tag (Freitag) war die Evakuierung vollzogen, dabei mussten etwa 2.000 Menschen in verschiedene Betreuungsstationen gebracht werden. In der Stadt Rheinbach hatten etwa 1.900 Menschen Niederdrees und Oberdrees verlassen müssen, die Allgemeinverfügung folgte später.
Die beteiligten drei Gemeinden, zwei Landkreise und die Bezirksregierung sowie die Hilfsorganisationen lieferten eigene und teilweise widersprüchliche Sachstands- und Gefahrenmeldungen aus. Unterlaufen wurde die Evakuierung durch Berichterstattungen aus den geräumten Orten. Auch begannen erste Aufräumarbeiten.
Gegen 23 Uhr endete die Überspülung der Dammkrone, eine Stunde zuvor hatte der Regen aufgehört. Zwischenzeitlich hatte sich das abgespülte Geröll auch in den Auslauf des Grundablasskanals ergossen. Vom daneben liegenden alten Schieberhaus waren nur noch Teile des Daches sichtbar.

#### 15. Juli, Donnerstag
Das Technische Hilfswerk (THW) begann mit kleineren elektrischen Tauchpumpen und zwei Pumpenanhängern mit jeweils 0,08 m³/s Leistung das Staubecken auszupumpen. Ab dem Nachmittag setzte die Feuerwehr Burgaltendorf durchgängig zwei Hytrans Fire Systeme mit 0,13 m³/s (HFS-3000) und 0,83 m³/s (Flood-Modules) Pumpenleistung ein.
Der Stauspiegel sank um 2 Zentimeter.

#### 16. Juli, Freitag
Gegen 3 Uhr setzte erneut Regen ein.
Mittags war der Stauspiegel unter Vollstau gesunken, sodass der Hochwasserüberlauf trocken fiel.
Danach reichte die Pumpenleistung nicht aus, um den Wasserstand abzusenken.
Die Pumpenleistung betrug ca. 1,2 m³/s.
Durch ein Bypass-Rohr und die Pumpen auf dem Damm flossen insgesamt geschätzte 1,5 – 1,58 m³/s  Wasser.
Am Nachmittag baggerte der Geschäftsführer einer örtlichen Tiefbaufirma den Grundablass-Ablaufkanal im alten Tosbecken frei. Zusätzlich konnte gegen 18:30 Uhr die Rohrbruchsicherung manuell entriegelt und die Schieber im Grundablass unter dem Damm elektrisch geöffnet werden. Durch den Grundablass flossen nun ca. 3 bis 6 m³/s ab.
Erstmals mit diesem maßgeblichen Abfluss wurde die Lage beherrschbar, weil die Dammbruchgefahr stetig sank. Zuvor lag die Pumpenleistung immer unter der potentiellen Zulaufmenge. Der Abfluss entspricht einem 15-jährlichen Hochwasser des Steinbachs. Ein Hinweis auf die möglichen Ausuferungen enthielt den irreführenden Satz „Eine Flutgefahr für die betroffenen Stadtteile bzw. Dörfer besteht nicht.“, denn das Dammbruchrisiko bestand weiterhin.
Abends gab der Kreis Euskirchen bekannt, dass die Evakuierung wohl am Sonntag aufgehoben werden könne.

#### 17. Juli, Samstag
Zwei weitere HFS-Systeme der Berufsfeuerwehren Hannover und Osnabrück werden mit landwirtschaftlicher Hilfe eingesetzt.
Mittags teilte die Bezirksregierung mit, dass beim Unterschreiten von 1/3 der Betriebsstauhöhe Entwarnung gegeben werden könne. Verwirrender Weise wurde in der gleichen Meldung angekündigt, dass „weitere Evakuierungen im Bereich der Steinbachtalsperre geplant“ seien. Der Ablauf würde 5,9 m³/s durch den Grundablass, die Pumpen und eine Bypassleitung betragen. Am Nachmittag warf die örtliche Einsatzleitung daraufhin der Bezirksregierung öffentlich eine „erhebliche Verunsicherung der Bevölkerung“ vor. Der Ablauf betrage 7,5 m³/s.
Abends meldet dann die Bezirksregierung, dass „eine Evakuierung zusätzlicher Ortschaften“ nicht erforderlich sei. Jedoch sinke der Wasserstand langsamer als erwartet.
Nachts verließen Einsatzkräfte fluchtartig das 32 km entfernte Blessem, weil ihnen fälschlich offiziell der Talsperrenbruch gemeldet worden war.

#### 18. Juli, Sonntag
Die Bundeswehr erkundet die Stabilität von Wegen.
Eine Bresche wird in die Stauseeböschung geschlagen, um einen THW-Pumpenanhänger am Wasser aufstellen zu können. Die Pumpe ist am nächsten Vormittag nicht in Betrieb.

#### 19. Juli, Montag
Am Morgen prüfte die Bezirksregierung die Talsperre und erklärte sie für sicher. Die Evakuierungen endeten im Laufe des Tages.
Am Vormittag verstärkt die Bundeswehr die aufgeweichten Bereiche am linken Hang mit Behelfsstraßenelementen. Der Bundesinnenminister und der Ministerpräsident kommen zu Besuch.
Danach kommen drei weitere HFS-Systeme hinzu. Insgesamt sind nun sieben Systeme mit einer Pumpenleistung von 3 m³/s im Einsatz.
Der Kreis Euskirchen gab bekannt, dass weiterhin abgepumpt würde, um das Staubecken möglichst schnell zu entleeren.

#### Weiterer Verlauf

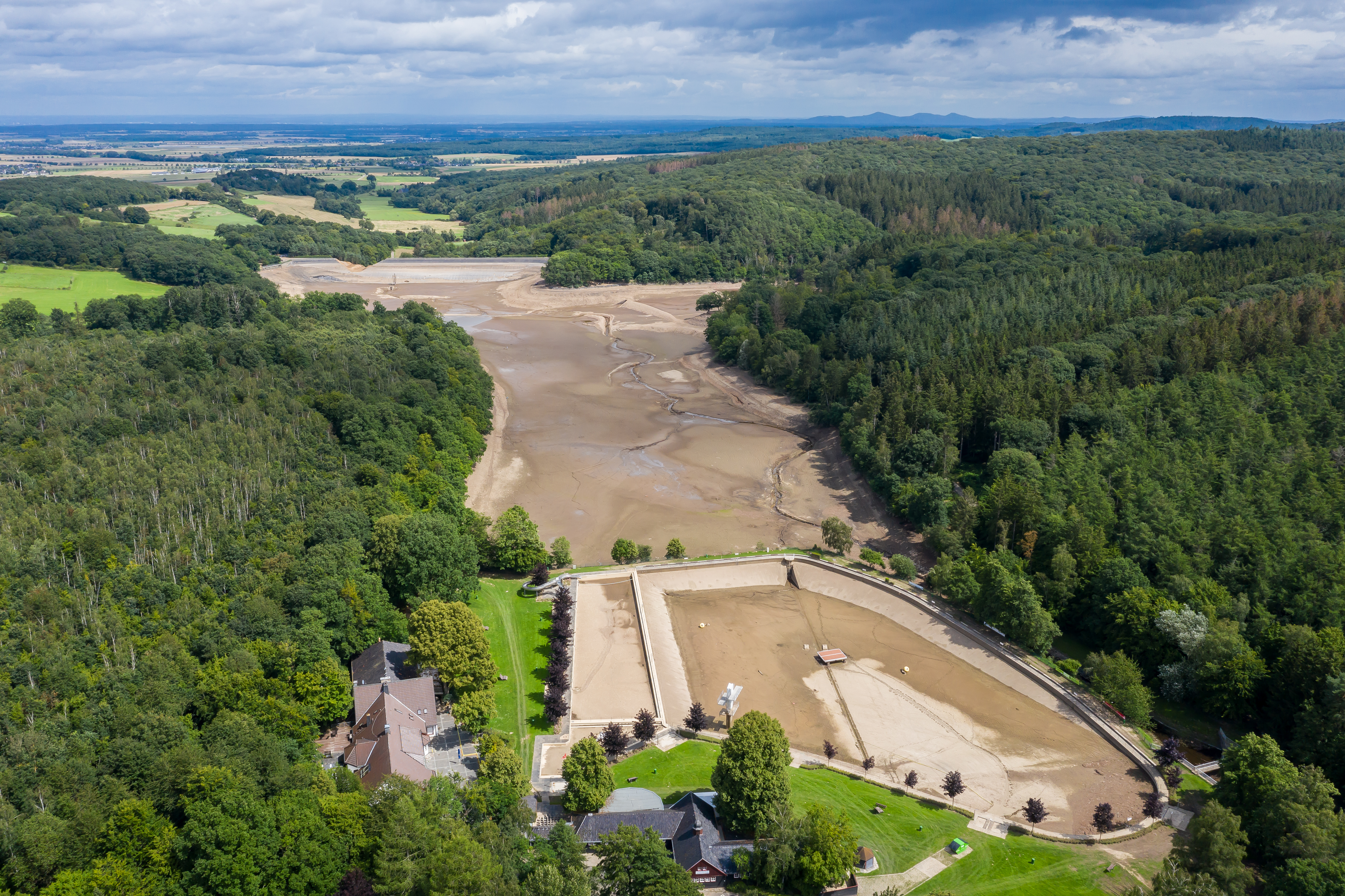
Luftaufnahme der entleerten Steinbachtalsperre mit Waldschwimmbad. Stand: 8. August 2021

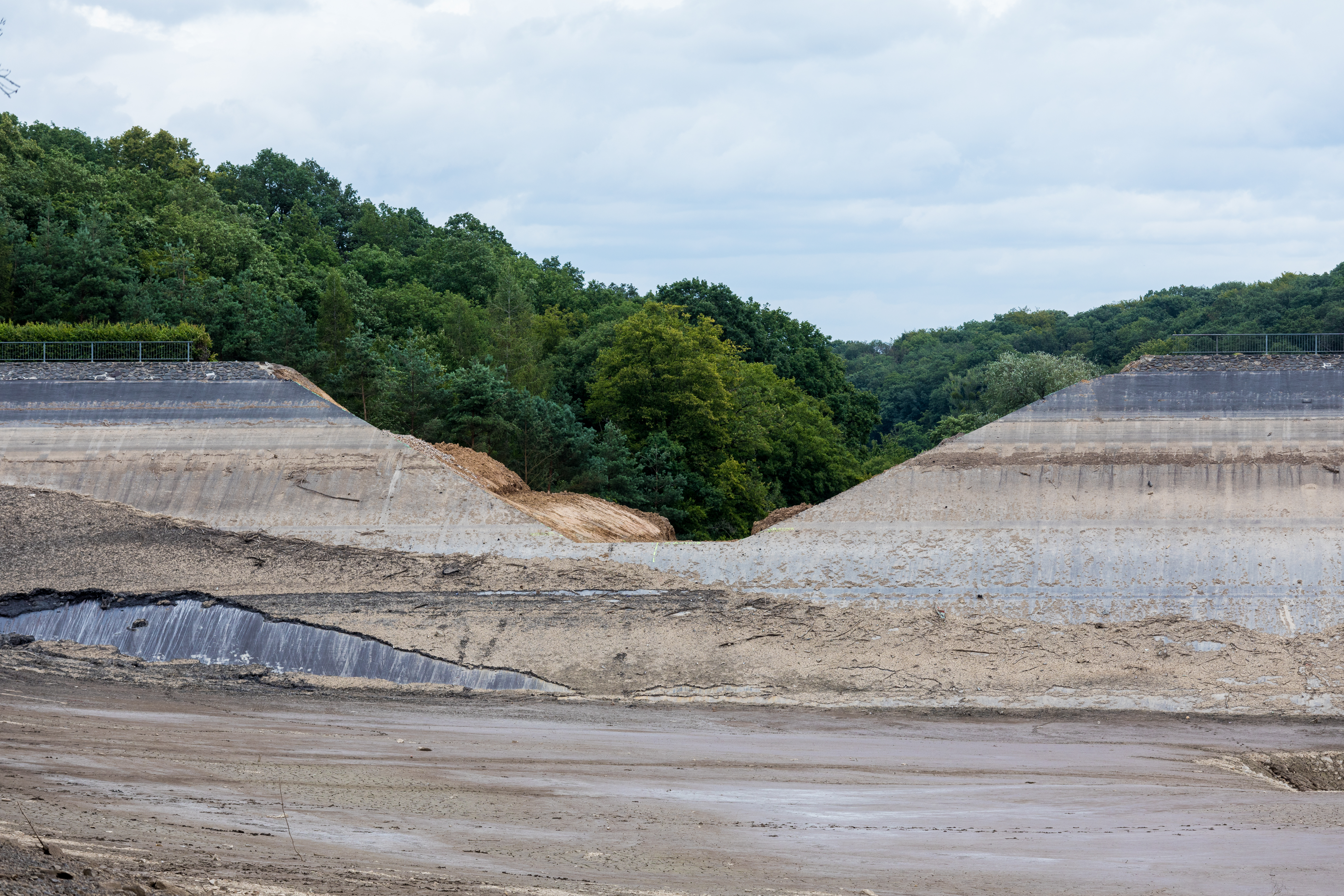
Schlitz in der Staumauer als Sicherungsmaßnahme. Stand: 8. August 2021

Am 21. Juli wird bekannt, dass der Kontrollgang unter Wasser steht. Daher könne der Grundablass auch nicht mehr manuell gesteuert werden. Mit 800 mm Durchmesser reiche er aus, um zufließendes Wasser dauerhaft abzuleiten.
Ende Juli wurde mit dem Schlitzen des Dammes zur Herstellung eines 7,50 m breiten Behelfsüberlaufs bei 274,4 m ü. NN begonnen.Ein erneuter Anstau wird untersagt.

### Wiederaufbau
Grundsätzlich ist es politisch gewollt, die Talsperre wieder aufzubauen und den See erneut aufzustauen, ein entsprechender Beschluss wurde bereits im Herbst 2021 gefällt. Allerdings gilt das aktuelle Bauwerk gemäß aktueller Richtlinien nicht mehr als erdbebensicher, so dass im Rahmen eines Genehmigungsverfahrens der erneute Aufbau genehmigt werden muss. Die Erarbeitung der entsprechenden Dokumente wurde zwar gestartet, ein konkretes Startdatum für den Bau ist Stand September 2023 aber nicht bekannt. Die Bauzeit soll etwa 15 Monate betragen.
2024 wurde entschieden, dass die Talsperre wieder zu 75 Prozent gefüllt werden soll, vorbehaltlich der Genehmigung durch die Bezirksregierung Köln.

## Freizeitmöglichkeiten
Seit Juli 2021 sind die wasserbezogenen Möglichkeiten stark eingeschränkt. Am See befindet sich ein Wald-Freibad mit 7.500 m² Wasserfläche mit Schwimmerbecken, Plansch- und Nichtschwimmerbecken, Wasserrutsche und Sprungturmanlage. Das im Jahr 1936 errichtete Freibad wurde seitdem mit einem Kinderspielplatz, einem Beachvolleyballfeld und anderen Freizeitangeboten ergänzt. Die Wald-Gaststätte Steinbach mit hauseigener Brauerei und Biergarten ist in unmittelbarer Nachbarschaft.
Das Waldfreibad soll nach umfangreicher Sanierung 2026 oder 2027 wiedereröffnen.
In den Jahren 2002 bis 2003 wurde wegen der Haushaltslage der Stadt Euskirchen im Stadtrat die Schließung des Waldfreibades erwogen. Die Anlage sollte an die Ruhr-Universität Bochum verpachtet werden, die auf dem Gelände ein Forschungszentrum für marine Meeressäuger errichten wollte. Wegen fehlender dauerhafter Perspektive stoppte die Universität das Projekt.
Das Waldfreibad wird von einem Förderverein unterstützt. Auf Antrag des LVR-Amts für Denkmalpflege im Rheinland des Landschaftsverbandes Rheinland hat die Stadt Euskirchen das Waldfreibad am 1. September 2009 unter Denkmalschutz gestellt.
Um den Stausee herum führt ein Lehrpfad mit naturkundlichen Schautafeln. Dieser durchgängig asphaltierte Wanderweg führt einen gemächlichen Wanderer in ca. 60 Minuten durch ruhige Waldgebiete. Im bis zu 17,4 m tiefen See ist Angeln möglich; Bootfahren, Windsurfen und Schwimmen sind auf dem See nicht erlaubt.
Seit 1987 wird der Silvesterlauf Rund um die Steinbachtalsperre auf dem Rundweg um den Stausee veranstaltet. 1987 bis 1990 ausgerichtet von der LG Steinbachtalsperre, seit 1991 vom LC Euskirchen.

## Bilder

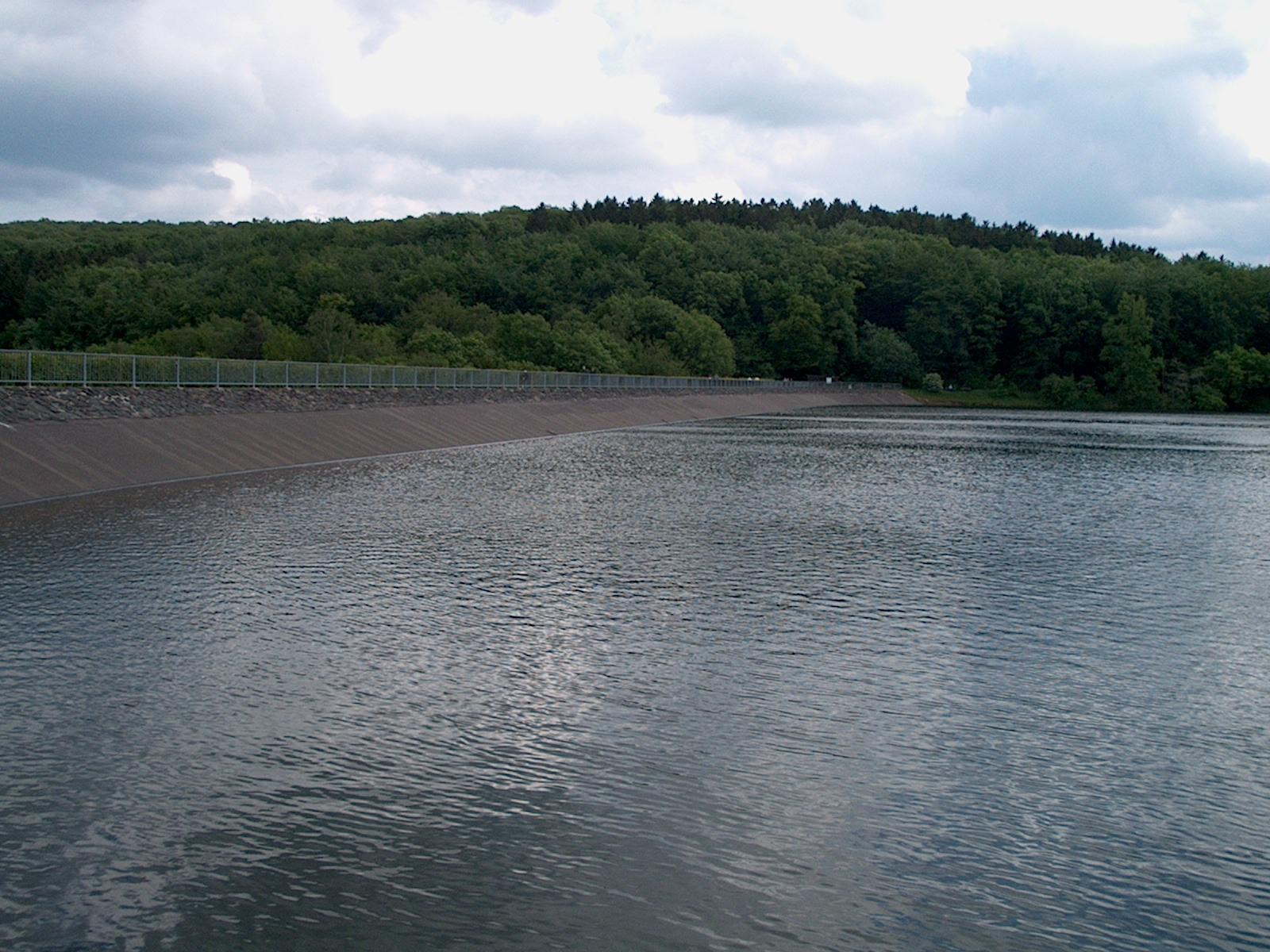
Blick auf den Staudamm in nordöstlicher Richtung
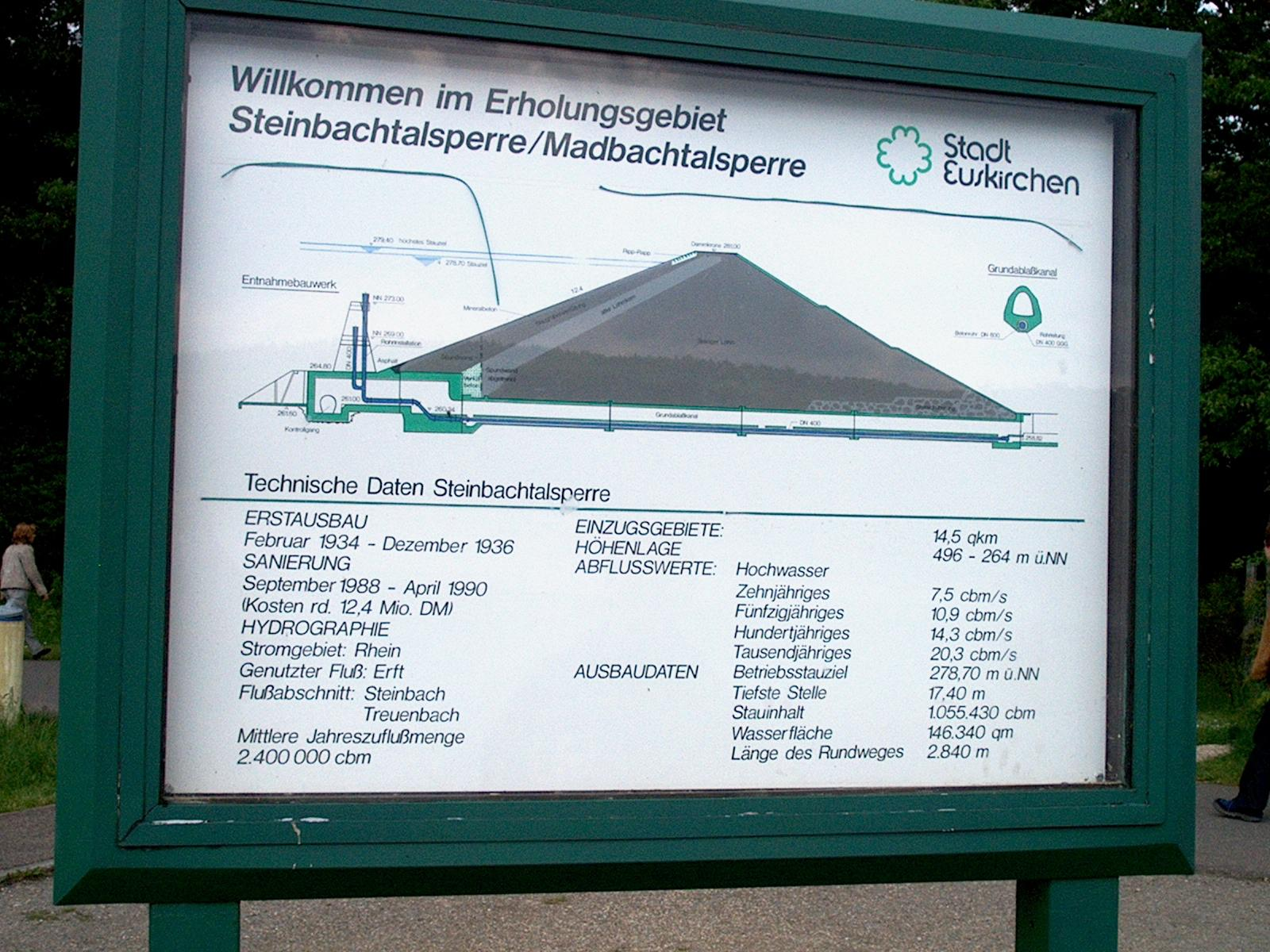
Infotafel am Staudamm
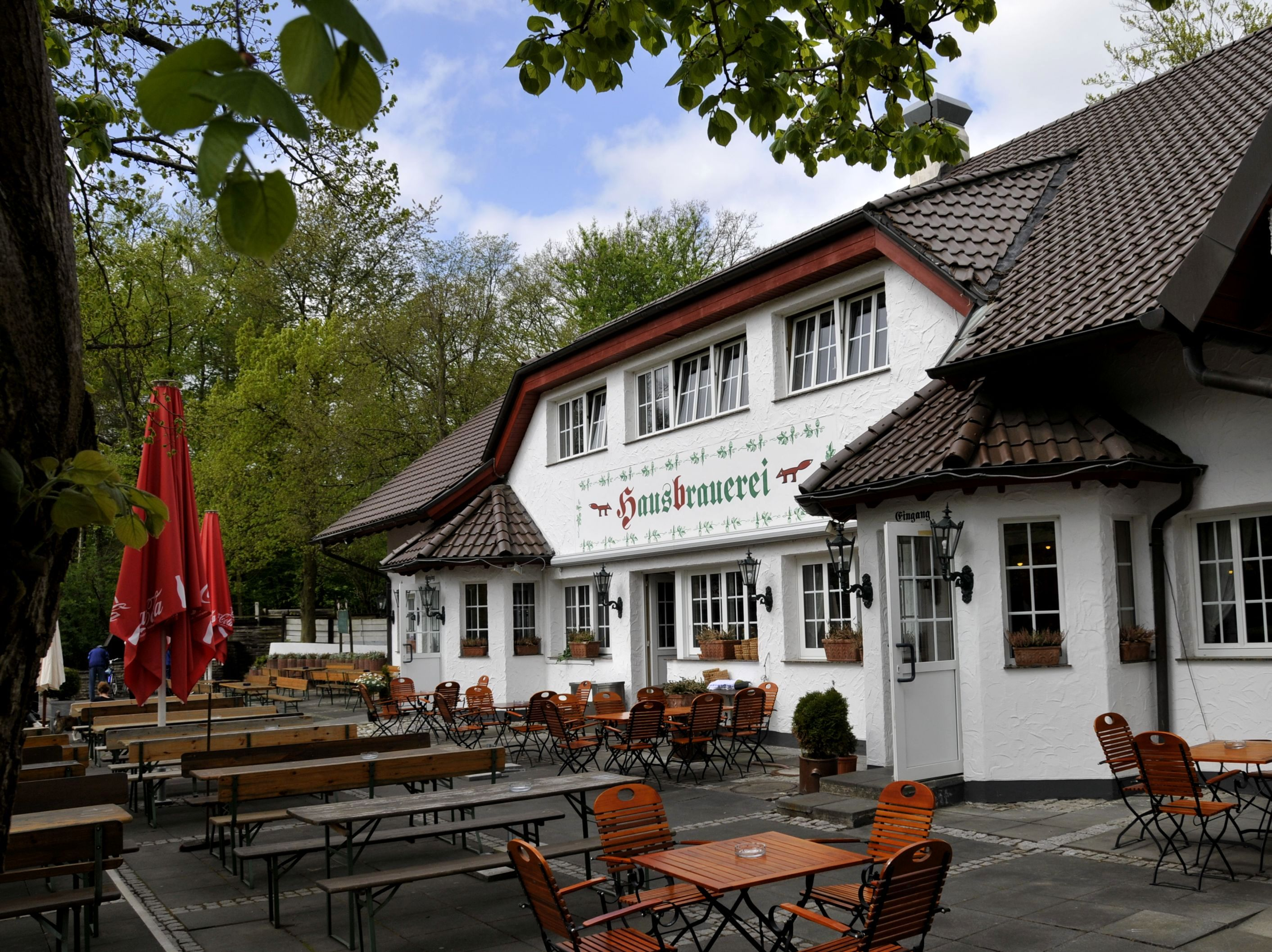
Waldgaststätte an der Talsperre
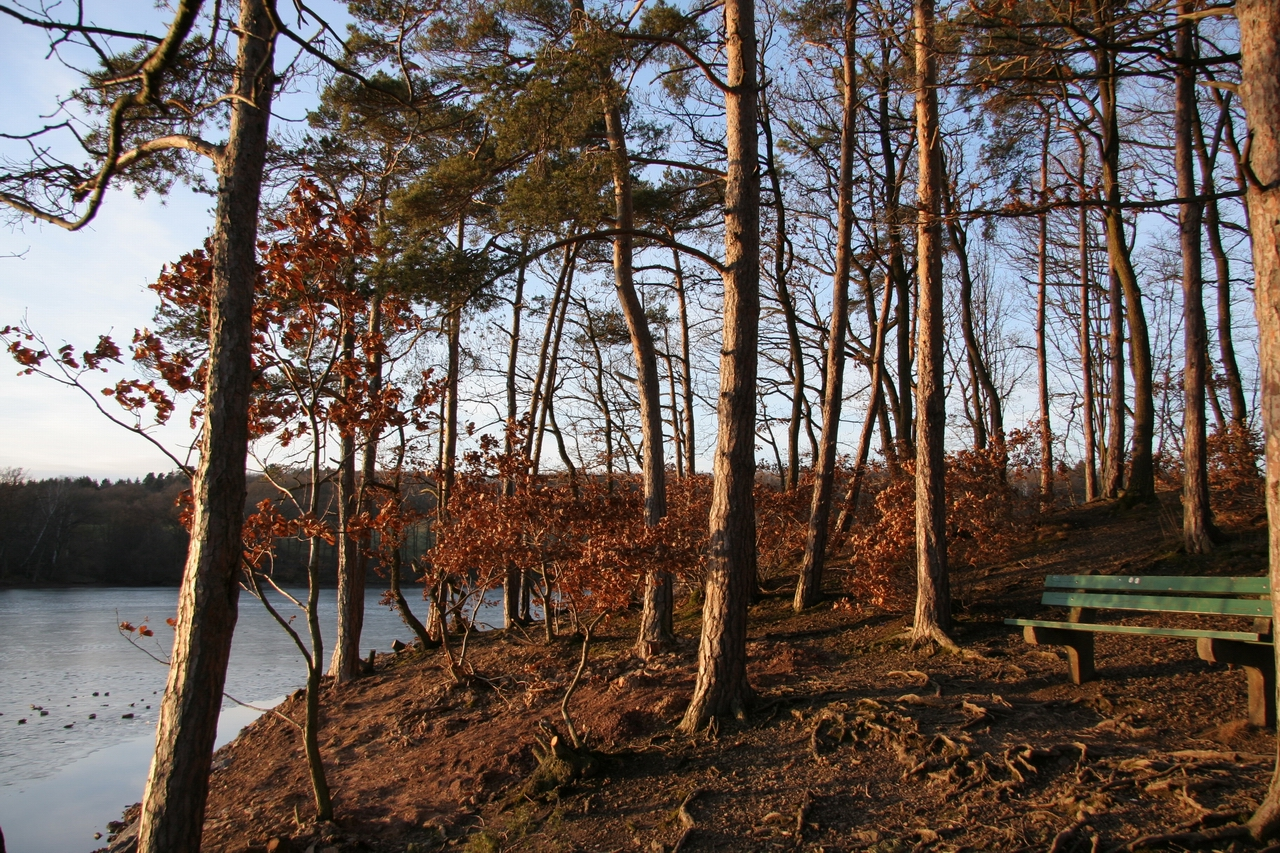
Abendstimmung an der Steinbachtalsperre
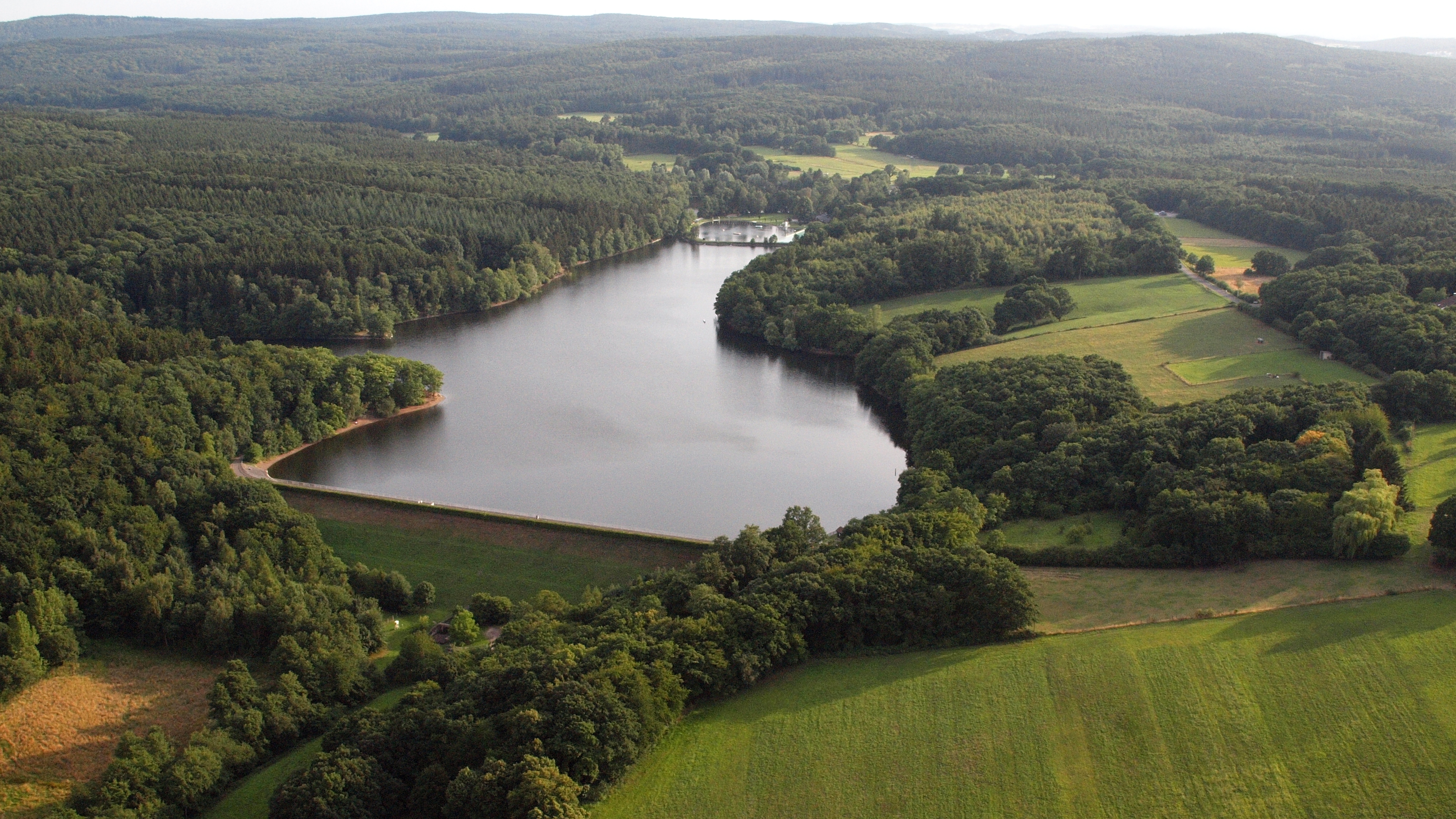
Steinbachtalsperre, Luftaufnahme (2015)